# 北京市通州区城管执法局
39°53′34″N 116°40′17″E / 39.8927°N 116.67144°E
北京市通州区城管执法局是北京市通州区人民政府的一个部门。

## 领导
2021年2月，本机构的领导为：
- 聂玉泉：北京市通州区城市管理综合行政执法局党组书记、一级调研员。工作分工：主持城市管理综合行政执法局全面工作。 1.组织领导本单位认真贯彻执行党的路线、方针、政策，遵守国家的法律、法规，落实区委、区政府和局党组的决策部署，保证政令畅通； 2.抓好党组班子建设和队伍建设； 3.抓好党风廉政建设； 4.抓好综合行政执法工作； 5.完成区委、区政府交办的其它工作任务
- 刘升：北京市通州区城市管理综合行政执法局党组成员、一级调研员。工作分工：1.负责党群、组织人事工作； 2.负责局党风廉政和纪检监察工作； 3.负责宣传思想文化、精神文明建设和意识形态工作； 4.负责双拥、统战工作； 5.牵头负责密码和保密工作； 6.参加执法考核工作； 7.完成区纪委、局党组、局主要领导交办的其它工作任务。 分管科室和部门：组织人事科、队伍建设指导科
- 夏庆元：北京市通州区城市管理综合行政执法局党组成员、副局长、二级调研员。工作分工：1.负责公共安全应急工作； 2.负责城市管理综合行政执法工作的指挥、调度； 3.负责区网格办、12345以及热线举报投诉办理方面工作； 4.负责局政法维稳、反恐、反邪教、禁毒、国家安全和综治等方面的工作； 5.负责重大活动保障方面的工作； 6.负责安全生产和烟花爆竹方面的城管执法统筹指导协调工作； 7.负责局绩效考核体系实施工作； 8.负责局行政问效工作，对局行政统筹指导协调工作及专项工作任务等落实情况进行督察、督办； 9.参加执法考核工作； 10.完成局党组、局主要领导交办的其它工作任务。 分管科室和部门：指挥调度科、勤务保障科、督察队
- 张向忠：北京市通州区城市管理综合行政执法局党组成员、副局长、二级调研员。工作分工：1.负责装备财务工作，包括经费预算支出管理，执法装备购置管理，罚没款、物品的管理等； 2.负责生态环境保护方面的城管执法统筹指导协调工作； 3.负责水务管理方面的城管执法统筹指导协调工作； 4.负责三烧、车辆运输泄漏遗撒、环境噪声污染、垃圾渣土等环境保护方面的城管执法统筹指导协调工作； 5.负责施工现场管理方面的城管执法统筹指导协调工作； 6.负责农业农村管理方面的城管执法统筹指导协调工作； 7.参加执法考核工作； 8.完成局党组、局主要领导交办的其它工作任务。 分管科室和部门：装备财务科、执法业务三科、直属执法队
- 周建刚：北京市通州区城市管理综合行政执法局党组成员、副局长、三级调研员。工作分工：1.负责监督、检查、指导行政执法工作； 2.负责法制建设和普法教育工作； 3.负责局对外宣传报道工作； 4.负责舆情监控和媒体危机应对工作； 5.负责煤炭、电力、石油天然气管道等能源运行管理方面的城管执法统筹指导协调工作； 6.负责燃气、消防、供热、地下空间、管线等公用事业方面的城管执法统筹指导协调工作； 7.负责违法建设方面的城管执法统筹指导协调工作； 8.负责再生资源方面的城管执法统筹指导协调工作； 9.参加执法考核工作； 10.完成局党组、局主要领导交办的其它工作任务。 分管科室和部门：法制科、宣传科、能源专业执法指导科
- 姜军平：北京市通州区城市管理综合行政执法局二级调研员。工作分工：1.负责区城市管理综合监管领导小组办公室日常工作； 2.负责街乡吹哨部门报到工作； 3.负责城市管理联合执法平台统筹协调工作； 4.负责创城工作的组织实施； 5.参加执法考核工作； 6.完成局党组、局主要领导交办的其它工作任务。 分管科室和部门：综合监管科
- 曹炳铮：北京市通州区城市管理综合行政执法局二级调研员。工作分工：1.负责全区治理违法用地、违法建设联席会议办公室工作； 2.完成局党组、局主要领导交办的其它工作任务。 分管科室和部门：违建执法监督科
- 张树峰：北京市通州区城市管理综合行政执法局二级调研员。工作分工：1.协助负责密码和保密工作的党组成员抓好相关工作。 2.负责局机关行政、后勤管理工作； 3.负责区绩效考核统筹工作； 4.参加执法考核工作； 5.完成局党组、局主要领导交办的其它工作任务。 分管科室和部门：办公室
- 王强：北京市通州区城市管理综合行政执法局二级调研员。工作分工：1.负责停车场管理方面、交通运输管理方面、旅游管理方面、市政管理方面、园林绿化方面的城管执法统筹指导协调工作； 2.负责城市管理网格化工作； 3.参加执法考核工作； 4.完成局党组、局主要领导交办的其它工作任务。 分管科室和部门：执法业务一科
- 蔡春：北京市通州区城市管理综合行政执法局工会主席、三级调研员。工作分工：1.负责工会工作； 2.负责城乡环境整治方面、市容环境卫生方面（其它科室明确的除外）、食品安全方面、工商管理方面、卫生健康管理方面的城管执法统筹指导协调工作； 3.负责街巷长制方面的城管执法统筹指导协调工作； 4.参加执法考核工作； 5.完成局党组、局主要领导交办的其它工作任务。 分管科室和部门：执法业务二科、区城管委执法组
- 张志永：北京市通州区城市管理综合行政执法局三级调研员。工作分工：1.负责群众来信、来访工作； 2.参加执法考核工作； 3.完成局党组、局主要领导交办的其它工作任务
- 刘志泉：北京市通州区城市管理综合行政执法局三级调研员。工作分工：1.负责组织人事科工作； 2.参加执法考核工作； 3.完成局党组、局主要领导交办的其它工作任务

## 机构设置
2021年2月，本机构下设：
- 指挥调度科
- 直属队
- 督察队
- 组织人事科
- 宣传科
- 法制科
- 办公室
- 执法业务三科
- 执法业务二科
- 执法业务一科
- 能源专业执法指导科
- 综合监管科
- 违建执法监督科
- 勤务保障科
- 队伍建设指导科
- 装备财务科